# 榕二星螢金花蟲
榕二星螢金花蟲（学名：Morphosphaera bimaculata）为金花蟲科球螢金花蟲屬下的一个种。